# Cirsodes aggerata
Cirsodes aggerata är en fjärilsart som beskrevs av William Schaus 1911. Cirsodes aggerata ingår i släktet Cirsodes och familjen mätare. Inga underarter finns listade i Catalogue of Life.